# Републикански път III-701
Републикански път IIІ-701 е третокласен път, част от Републиканската пътна мрежа на България, преминаващ по територията на области Силистра и Шумен. Дължината му е 60,4 км.
Пътят се отклонява наляво при 49,6 км на Републикански път I-7 южно от град Дулово и се насочва на юг. Постепенно се изкачва към билото на Лудогорското плато като преминава през селата Грънчарово и Секулово и навлиза в Шуменска област. Тук пътят последователно преминава през селата Тодор Икономово, Дойранци, Вълнари и Никола Козлево. При село Хърсово преодолява най-високата част на платото и при село Църквица слиза в дълбоката долина на Крива река (ляв приток на Провадийска река). Оттук пътят продължава в южна посока по долината на реката, минава през селата Жилино и Стоян Михайловски и в най-северната на град Нови пазар се съединява с Републикански път II-27 при неговия 2,8 км.
| Пътища, отклоняващи се надясно (населено място, № на пътя, посока на пътя) | Км   | Пътища, отклоняващи се наляво (посока на пътя, № на пътя, населено място) |
| -------------------------------------------------------------------------- | ---- | ------------------------------------------------------------------------- |
| Община Дулово, Област Силистра, I-7, 49,6 км ←                             | 0,0  | ← 49,6 км, I-7, Област Силистра, Община Дулово                            |
| с. Грънчарово                                                              | 4,6  | с. Грънчарово                                                             |
| (за с. Прохлада) общински път, с. Секулово ←                               | 8,9  | → с. Секулово, общински път (за с. Скала)                                 |
| Община Каолиново, Област Шумен                                             | 12,2 | Област Шумен, Община Каолиново                                            |
| (от с. Изгрев) III-7005, 16 км, с. Тодор Икономово →                       | 17,7 | с. Тодор Икономово                                                        |
| с. Дойранци                                                                | 21,4 | с. Дойранци                                                               |
| Община Никола Козлево                                                      | 24,2 | Община Никола Козлево                                                     |
| с. Вълнари                                                                 | 26,5 | с. Вълнари                                                                |
| с. Никола Козлево                                                          | 28,3 | ← с. Никола Козлево, 17 км, III-2075 (от 38,7 км на III-207)              |
| (за с. Ружица) общински път, с. Никола Козлево ←                           | 29.1 | с. Никола Козлево                                                         |
|                                                                            | 30,3 | ← 12,4 км, III-2073 (от с. Векилски)                                      |
| (за с. Ружица) общински път, с. Хърсово ←                                  | 36,6 | с. Хърсово                                                                |
| (за с. Крива река) общински път, с. Църквица ←                             | 42,6 | с. Църквица                                                               |
| Община Нови пазар                                                          | 45   | Община Нови пазар                                                         |
| (за с. Войвода) общински път ←                                             | 45,8 |                                                                           |
| с. Жилино                                                                  | 48,6 | с. Жилино                                                                 |
| с. Стоян Михайловски                                                       | 50,6 | с. Стоян Михайловски                                                      |
|                                                                            | 51,6 | → общински път (за селата Мировци и Преселка)                             |
| (от гр. Нови пазар) II-27, 2,8 км, гр. Нови пазар →                        | 60,4 | → гр. Нови пазар, 2,8 км, II-27 (до гр. Балчик)                           |